# Phreatia aristulifera
Phreatia aristulifera är en orkidéart som beskrevs av Oakes Ames. Phreatia aristulifera ingår i släktet Phreatia och familjen orkidéer. Inga underarter finns listade i Catalogue of Life.